# 俄勒岡鎮區 (印地安納州克拉克縣)
俄勒岡鎮區（英語：Oregon Township）是位於美國印地安納州克拉克縣的一個行政鎮區。

## 地方資料
根據2010年美國人口普查的數據，俄勒岡鎮區的面積為81.00平方千米，當中陸地面積為80.50平方千米，而水域面積為0.50平方千米。當地共有人口1,769人，而人口密度為每平方千米21.84人。